# Stratiomys tularensis
Stratiomys tularensis is een vliegensoort uit de familie van de Stratiomyidae. De wetenschappelijke naam van de soort is voor het eerst geldig gepubliceerd in 1957 door James.